# Ukkusiksalik-Nationalpark
Der Ukkusiksalik-Nationalpark (englisch Ukkusiksalik National Park of Canada, französisch Parc national du Canada Ukkusiksalik, Inuktitut ᐅᒃᑯᓯᒃᓴᓕᒃ ᑲᓇᑕᒥ ᒥᕐᖑᐃᓯᕐᕕᒃ) wurde am 23. August 2003 als vierter Nationalpark des Territoriums Nunavut (Kanada) gegründet. Er erstreckt sich unmittelbar südlich des Polarkreises und der Siedlung Naujaat von der Hudson Bay (Roes Welcome Sound) nach Westen in die „Barrenlands“ bis zu den Quellen des Brown River und ist mit einer Fläche von etwas mehr als 20.000 km² zwar der kleinste Nationalpark von Nunavut, jedoch der sechstgrößte der mehr als 40 Nationalparks in Kanada. Der Name des Parks geht auf Vorkommen von Steatit-Mineralien zurück; Ukkusiksalik bedeutet „wo es Material für den Steintopf gibt“.
Bei dem Park handelt es sich um ein Schutzgebiet der IUCN-Kategorie II (Nationalpark).

## Geschichte

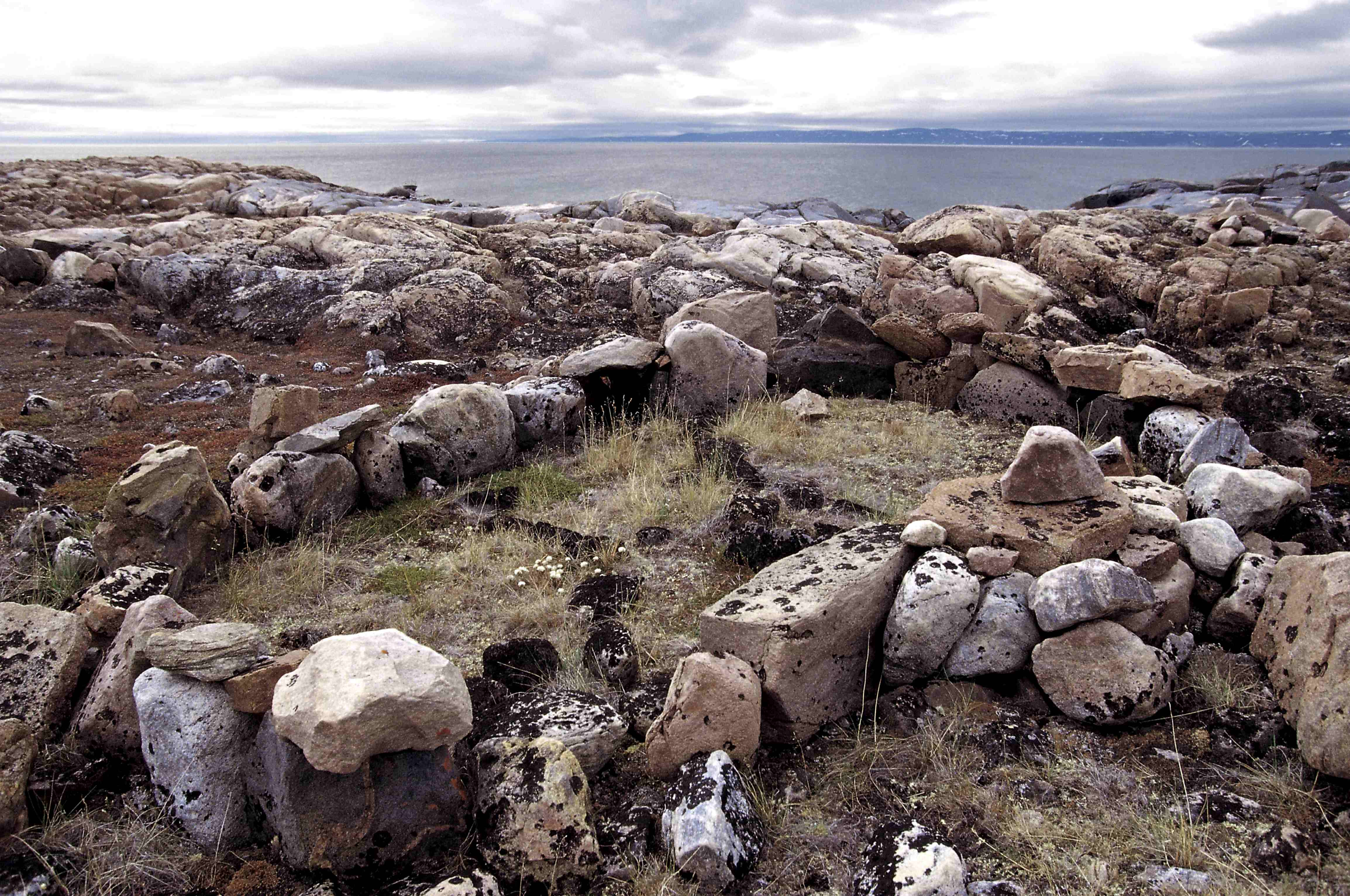
Relikte der Thule-Kultur: Qarmaq (Erdsodenhaus) in den Tinittuktuq Flats (Wager Bay)

Über die Geschichte der Wager Bay und der an ihren Ufern beheimateten Menschen ist verhältnismäßig wenig bekannt, da hier bis ins 19. Jahrhundert hinein ausschließlich nomadisierende Inuit lebten, die Begebenheiten (unter den Inuit üblich) nur mündlich überlieferten. Auffällig viele steinerne Zeugnisse, vor allem Zeltringe, Inuksuit und die Reste von Vorratslagern und Schutzunterständen, belegen allerdings, dass die Küsten der Wager Bay seit Jahrtausenden von Menschen besiedelt wurden. In den vergangenen Jahren wurden rund 500 archäologisch interessante Fundstellen identifiziert – sowohl aus der Zeit der Dorset-Kultur (500 v. Chr. bis 1000 n. Chr.) wie aus der Zeit der Thule-Kultur (von etwa 1000 bis 1800) und aus den letzten zwei Jahrhunderten.
Die Inuit der Barrenlands, den scheinbar öden und unfruchtbaren Tundren am westlichen Rand der Hudson Bay, waren kein einheitlicher Volksstamm, sondern Familien unterschiedlichster Stämme. Die Ukkusiksalingmiut kamen aus dem Gebiet von Back River und Hayes River, die Aivilingmiut von der Repulse Bay, die Qairnirmiut aus der Baker-Lake- und Chesterfield-Inlet-Region und die Natsilingmiut aus der Gegend um Kugaaruk und Taloyoak.

### Erste Europäer
Im Jahr 1742 drang Christopher Middleton (um 1690–1770) mit seiner Bombarde Furnace als erster Europäer in den Fjord ein und wurde dort mehrere Wochen lang von Treibeis festgehalten. Er bezeichnete den Meeresarm nach dem zur Zeit der Expedition amtierenden ersten Lord der Britischen Admiralität, Sir Charles Wager (1666–1743), und eine Bucht, in der er ankern ließ, als Douglas Harbour nach den Sponsoren seiner Expedition, James und Henry Douglas. Auch eine in der Wager Bay gelegene große Inselgruppe erhielt durch ihn ihren Namen Savage Islands nach den von ihm hier angetroffenen „savage Eskimos“, wilden Eskimos. Einen Seeweg nach Westen, die Nordwestpassage, hat Middleton jedoch so wenig gefunden, wie fünf Jahre nach ihm William Moor († 1765) mit der Schaluppe Discovery. Da die Region für die Europäer zu weit abseits gelegen und daher bedeutungslos war, wurde die Bucht erst mehr als hundert Jahre später wieder erwähnt, als der bekannte amerikanische Forschungsreisende Charles Francis Hall 1864 auf der Suche nach der verschollenen Expeditionsmannschaft von Sir John Franklin auf dem Zweimastsegler Monticello in den Roes-Welcome-Sund gelangte und mit seinen Inuit-Führern in deren Camp am Eingang zur Wager Bay überwintern musste. 1879 zog eine amerikanische Expeditionstruppe unter der Führung von Lieutenant Frederick Schwatka auf der Suche nach Sir John Franklin auf dem Landweg an der Wager Bay vorbei. Doch erst mit dem konsequenten Erschließen immer weiterer Gebiete des nördlichen Kanada für den Handel mit Tierfellen wurde die Wager Bay schließlich ihrer Vergessenheit entrissen.

### Frühes 20. Jahrhundert
Am Beginn des 20. Jahrhunderts zeigte schließlich auch die kanadische Regierung Interesse an der Wager-Bay-Region und sandte den Geologen Albert Peter Low auf der Neptun mit dem Auftrag dorthin, die Souveränität Kanadas über den arktischen Norden zu etablieren.
Etwa zur gleichen Zeit, 1900, errichtete auch der amerikanische Walfänger George Washington Cleveland im Alleingang am Eingang zur Bucht eine Walfangstation, die sich jedoch nur vier Jahre lang halten ließ. Nach der Aufgabe von Clevelands Station haben vor allem schottische Walfänger in jener Gegend noch eine Zeit lang ihr Glück beim Jagen von Meeressäugern gesucht. Als Zeugnis für ihre Anwesenheit finden sich auf den Savage Islands noch heute lange eiserne Harpunenspitzen und andere Hinterlassenschaften. 1910 errichtete dann die Royal Northwest Mounted Police (RNWMP, Vorläufer der RCMP) einen Polizeiposten nahe den Savage Islands an der Wager-Bay-Küste – allerdings nur für kurze Zeit; heute zeugt nur noch das dort liegende Wrack eines Polizeiboots von der damaligen Anwesenheit der Polizei.
1915 eröffnete George Cleveland am Eingang zur Wager Bay den ersten Handelsposten der Region, doch hielt sich der ebenfalls nur für kurze Zeit. 1919 errichtete Cleveland, nun in Diensten der Hudson’s Bay Company (HBC), neuerlich einen zeitlich befristeten Handelsposten an der Wager-Mündung. Dessen Aufgabe war der Transfer von Gebäudeteilen zum Auf- und Ausbau eines HBC-Postens an der Repulse Bay. Diesem kam wegen seiner günstigen Lage am Nordende des Roes-Welcome-Sund eine wichtige Rolle für die weitere Erschließung des Nordens durch die Hudson’s Bay Company zu.

### Handelsposten am Ford Lake

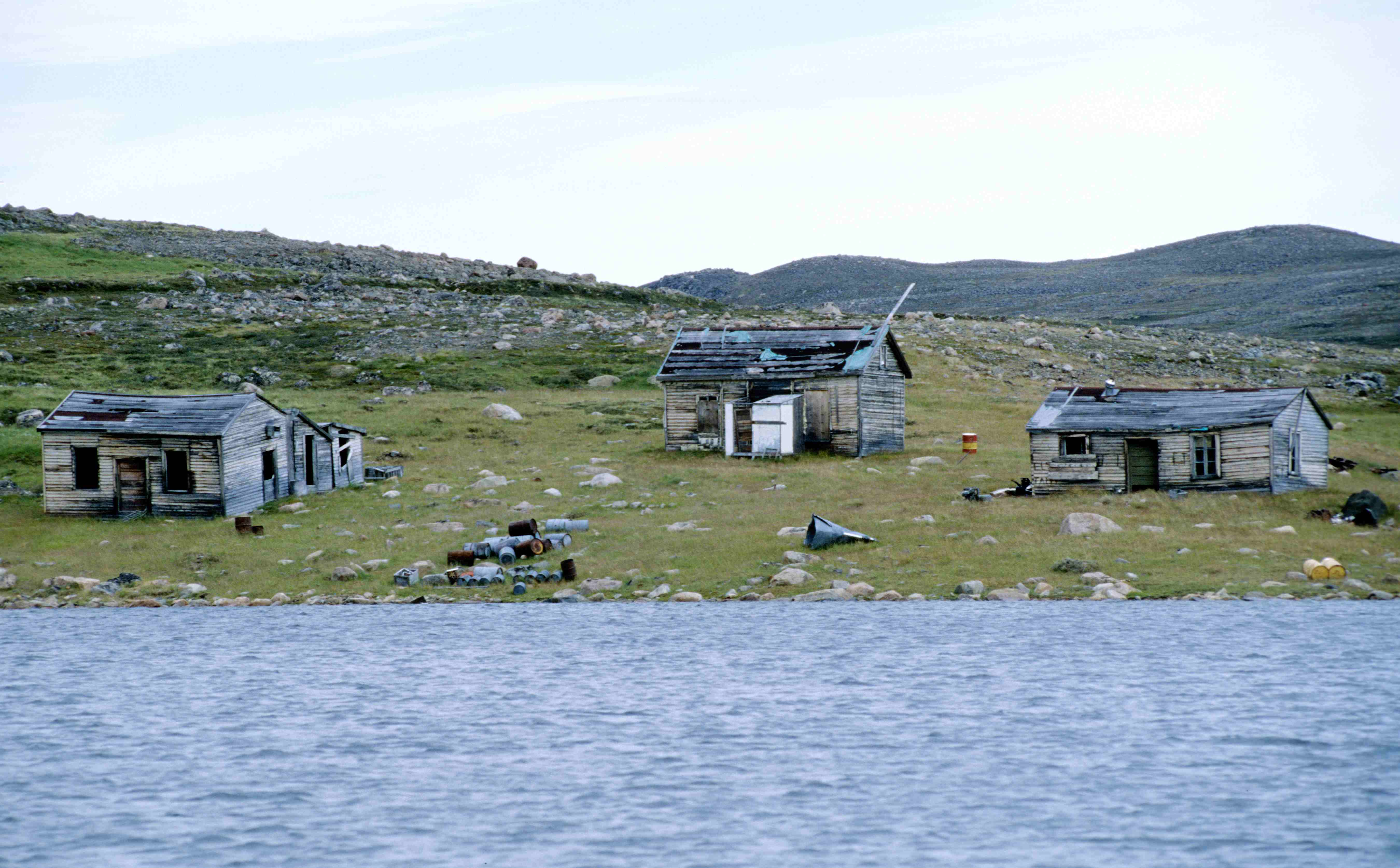
Verlassener Handelsposten der Hudson’s Bay Company am Ford Lake

Parallel zu diesen örtlichen Aktivitäten begann die Hudson’s Bay Company Anfang des 20. Jahrhunderts mit großem Aufwand, generell eine neue Unternehmensstrategie zu verfolgen, um sich Wettbewerbsvorteile im Pelzhandel zu verschaffen: Sie wollte den Handel mit Hilfe eines breit gefächerten Postennetzes im gesamten Gebiet der Barrenlands nordwestlich der Hudson Bay bis hin zur Nordküste des Festlands kontrollieren. Die Schlüsselrolle sollte nach diesen Plänen ein weit ins Land vorgeschobener Handelsposten am äußersten Ende der Wager Bay spielen. Der neue Posten sollte den gesamten Lebensraum der Ukkusiksalingmiut bis zur Mündung des Back River, 250 Kilometer im Nordwesten, in die Handelsstrategie der Hudson’s Bay Company einbeziehen und den von Baker Lake aus betriebenen Handel eines Mitwettbewerbers, der Revillon Frères, möglichst unterbinden. Der Erfolg dieser Strategie zeigte sich schließlich darin, dass die Revillon Frères im Jahr 1936 von der Hudson’s Bay Company aufgekauft wurden. Im Spätsommer 1925 lief der Zweimastsegler Fort Chesterfield in den Meeresarm ein. Mit Hilfe der Ortskenntnisse einheimischer Inuit fand man eine geschützte Bucht am hinteren Ende des Tusjujak, später Ford Lake nach dem 1929 dort tätigen Posten-Manager J. L. Ford benannt, und errichtete dort den geplanten strategischen Handelsposten.
In den ersten Jahren gelang es den hier Tätigen, die in den neuen Handelsposten gesetzten Erwartungen der Unternehmensleitung weitgehend zu erfüllen. Es wurde nicht nur das übliche Handelsgut angeboten, sondern ganz allgemein Hilfe gewährt, nicht zuletzt auch (so weit möglich) medizinische Versorgung. So entstand hier ein allgemeiner Treffpunkt und zentraler Platz für den Austausch von Nachrichten zwischen den verschiedenen, oft weit verstreuten Inuit-Camps. Im Dezember 1929 wurden z. B. an einem einzigen Tag 22 Inuit-Familien mit insgesamt 107 Menschen gezählt, die hier in ihren Iglus kampierten. Wenig später brach jedoch der bis dahin boomende Pelzhandel zusammen. Die Hudson’s Bay Company wandelte den anfangs so vielversprechenden Handelsposten 1933 schließlich in einen Außenposten um und übertrug die Leitung Iqungajuq, Wager-Dick, einem Inuk, der so die Chance erhielt, den Handel mit Wildtierpelzen in eigener Verantwortung fortzuführen. Mit Hilfe seiner Familie, die nun die Gebäude des Postens bezog, führte er die Außenstelle der Hudson’s Bay Company bis 1946 weiter.
Katholische Missionare (Oblaten-Patres), die in jenen Jahren auch immer wieder hierher kamen, richteten auf einer der Savage-Inseln ein kleines Missionsgebäude ein, doch gewann die Mission nie eine größere Bedeutung. Als die Aktivitäten der Hudson’s Bay Company Mitte der 1940er Jahre endeten und die Inuit ihre Camps zugunsten des besser gesicherten Lebens in Siedlungen aufgaben, zogen sich auch die Missionare zurück.

### Gegenwart

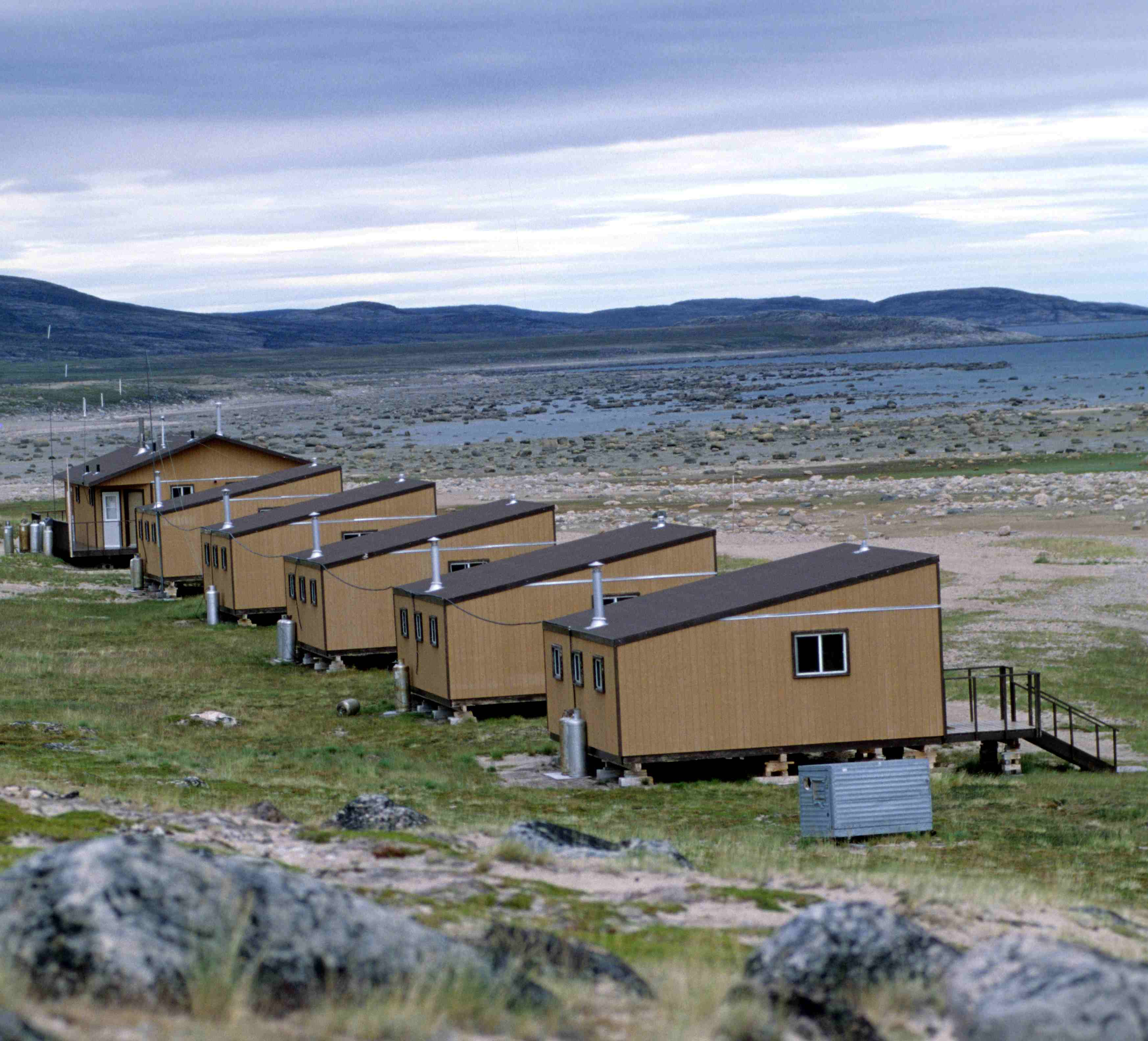
Sila Lodge an der Wager Bay

30 Jahre danach versuchten einige Inuit aus Rankin Inlet von 1979 bis 1981, ihre alte Heimat am Ford Lake wiederzubeleben, doch es misslang.
Im Herbst 1986 und im Frühjahr 1987 errichteten dann Nachfahren ehemals im Ukkusiksalik-Gebiet lebender Inuit an der Nordküste der Wager Bay eine Lodge für Naturfreunde, die „Sila Lodge“. Sie wurde nur wenige Wochen im Sommer geöffnet; in der übrigen Zeit aber blieb der Ukkusiksalik-Nationalpark von Menschen praktisch unberührt. Hoher Aufwand beim Flugtransport von Touristen machte es den Besitzern seit 2002 nicht mehr möglich, den Betrieb der Lodge weiter aufrechtzuerhalten.

## Landschaft

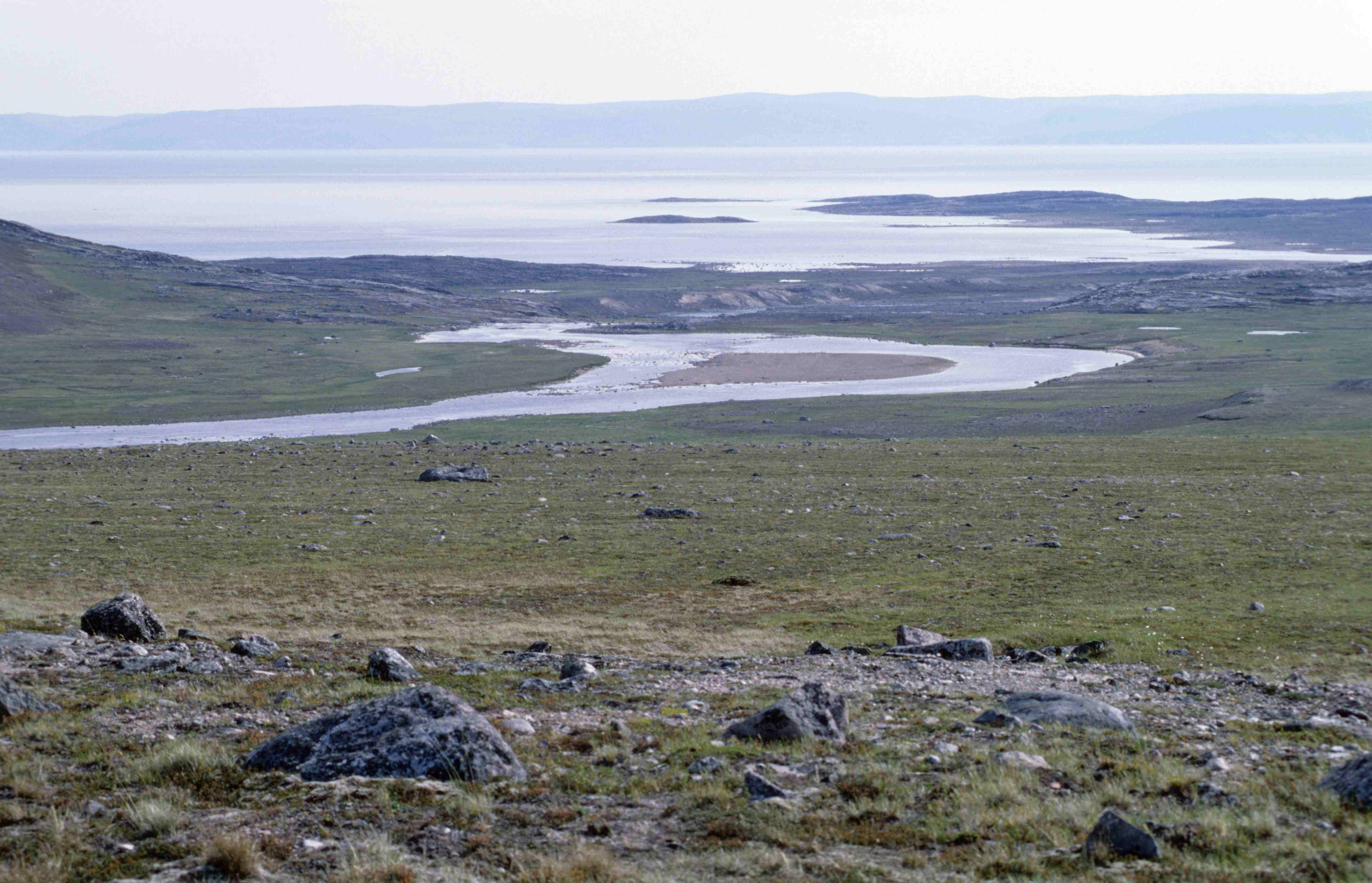
Sila River und Wager Bay

An der Nordwestecke der Hudson Bay, etwa zweihundert Kilometer nordöstlich der Siedlung Chesterfield Inlet, beginnt bei Cape Fullerton und Cape Kendall der Roes-Welcome-Sund, der sich zwischen den Barrenlands von Kivalliq (wörtlich: „Rand des Festlands“) und Southampton Island nach Norden bis zur Repulse Bay mit der gleichnamigen, am Polarkreis liegenden Siedlung erstreckt. Ziemlich genau in der geographischen Mitte des Sunds wird die westliche Uferlinie beim Cape Dobbs von einem Meeresarm, der Wager Bay, unterbrochen.
Diese Wager Bay ist das Herzstück des Nationalparks. Der Eingang in die Bay ist verhältnismäßig schmal, wie ein lang gezogener Flaschenhals. Bei einer Länge von über 30 Kilometern hat er an seiner engsten Stelle nur eine Breite von ungefähr vier Kilometern. Die ungewöhnlich starken Gezeiten mit Höhenunterschieden von bis zu acht Metern rufen in dieser flaschenhalsartigen Meerenge außergewöhnliche Strömungsverhältnisse hervor, die während der meisten Zeit des Jahres zu mächtigen Aufstauungen von Eismassen führen und das Durchkommen von Booten be- oder gar verhindern. Mit der Flut strömt das Wasser des Roes-Welcome-Sunds von Osten her in die Wager Bay ein und schwemmt während der Eisschmelze im Frühsommer Eisberge und große Mengen Treibeis in die Meerenge. Fließt das Wasser bei Ebbe wieder in den Sund zurück, treibt es diese Eismassen in die Verengung und verstopft so den Eingang der Wager Bay stunden- und sogar tagelang wie ein Korken.
An manchen Stellen ist die Wager Bay mehr als 250 Meter tief. Sie erweitert sich hinter der den Eingang bildenden Meerenge auf eine Breite von 25 bis 35 Kilometern und dringt als ein fast 200 Kilometer langer Fjord nach Nordwesten in die Kivalliq-Barrenlands ein. Sie reicht bis zum 66. Breitengrad hinauf und nähert sich dem nördlichen Polarkreis bis auf etwa 40 Kilometer.
Zu ihrem westlichen Ende hin verjüngt sich die Bay wieder und ist selbst hier noch dem besonderen Einfluss der Gezeiten ausgesetzt: Das Ein- und Ausströmen des Wassers lässt zwischen der Wager Bay und ihrer westlichen Verlängerung, dem nur etwa zwei Kilometer breiten Ford Lake (Tusjujak in Inuktitut) so genannte „Reversing Falls“ entstehen – von den Gezeiten beeinflusste, sich umkehrende Strömungen. Bislang sind in Kanada nur drei solche Umkehrströmungen bekannt; 30 Kilometer östlich der Stadt Bodø in der norwegischen Provinz Nordland gibt es ähnliche Strömungen, die Saltstraumen, die als stärkste Gezeitenströmungen der Erde gelten.
Charakteristischer Untergrund der Tundra des Nationalparks ist Kanadischer Schild.

## Klimatische Verhältnisse
Allgemein wird der Nationalpark von arktischem Seeklima beherrscht. Es ist durch verhältnismäßig geringe Niederschläge, verbunden mit niedrigen Temperaturen und starken Winden, charakterisiert; hier werden mit die höchsten Windchill-Faktoren und die stärksten Schneeverwehungen Nordamerikas beobachtet. Wegen dieser eigentümlichen klimatischen Bedingungen wird der Nationalpark der Hocharktis zugerechnet. Bemerkenswert ist überdies, dass ein am Südufer der Wager Bay steil aufragender, von ehemaligen Gletschermulden durchfurchter Gebirgszug wesentlich andere Wetterverhältnisse hervorruft, als sie in den südlicher gelegenen Landstrichen herrschen. Unter dem Einfluss der Hudson Bay entstehen im Sommer Temperaturstürze mit starker Nebelbildung und Schneestürme bereits im Frühherbst. Vor Ende Juli wird die Wager Bay nicht völlig eisfrei. Von November bis Mai sind die Tage kurz, die Temperaturen niedrig und die Windchill-Faktoren hoch, von Mai bis September sind die Tage lang und die Temperaturen kühl bis sehr warm, von September bis November sinken die Temperaturen deutlich unter den Gefrierpunkt, und es wehen heftige Stürme.

## Fauna

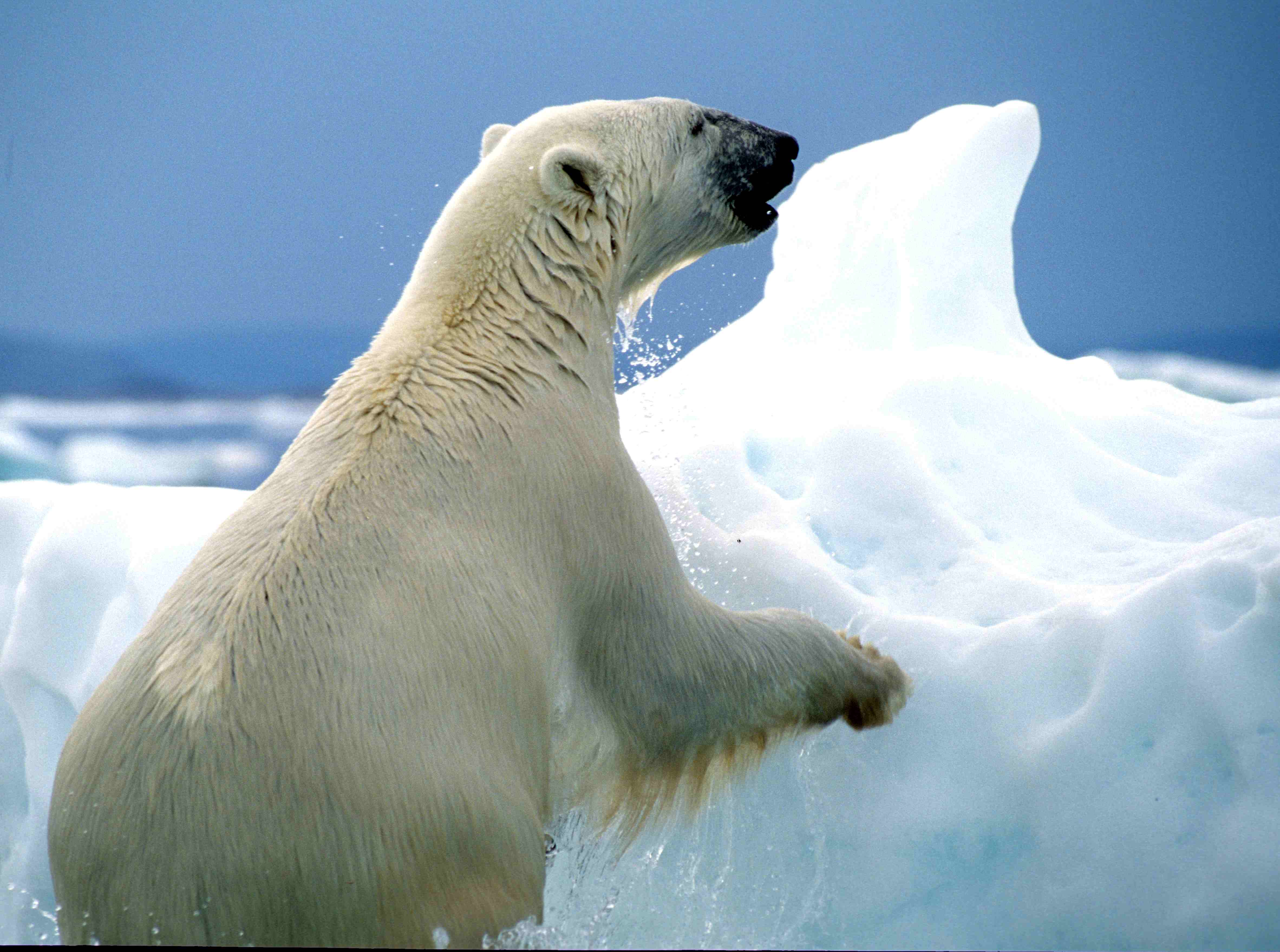
Männlicher Eisbär, aus dem Meerwasser der Wager Bay auf eine treibende Eisscholle kletternd

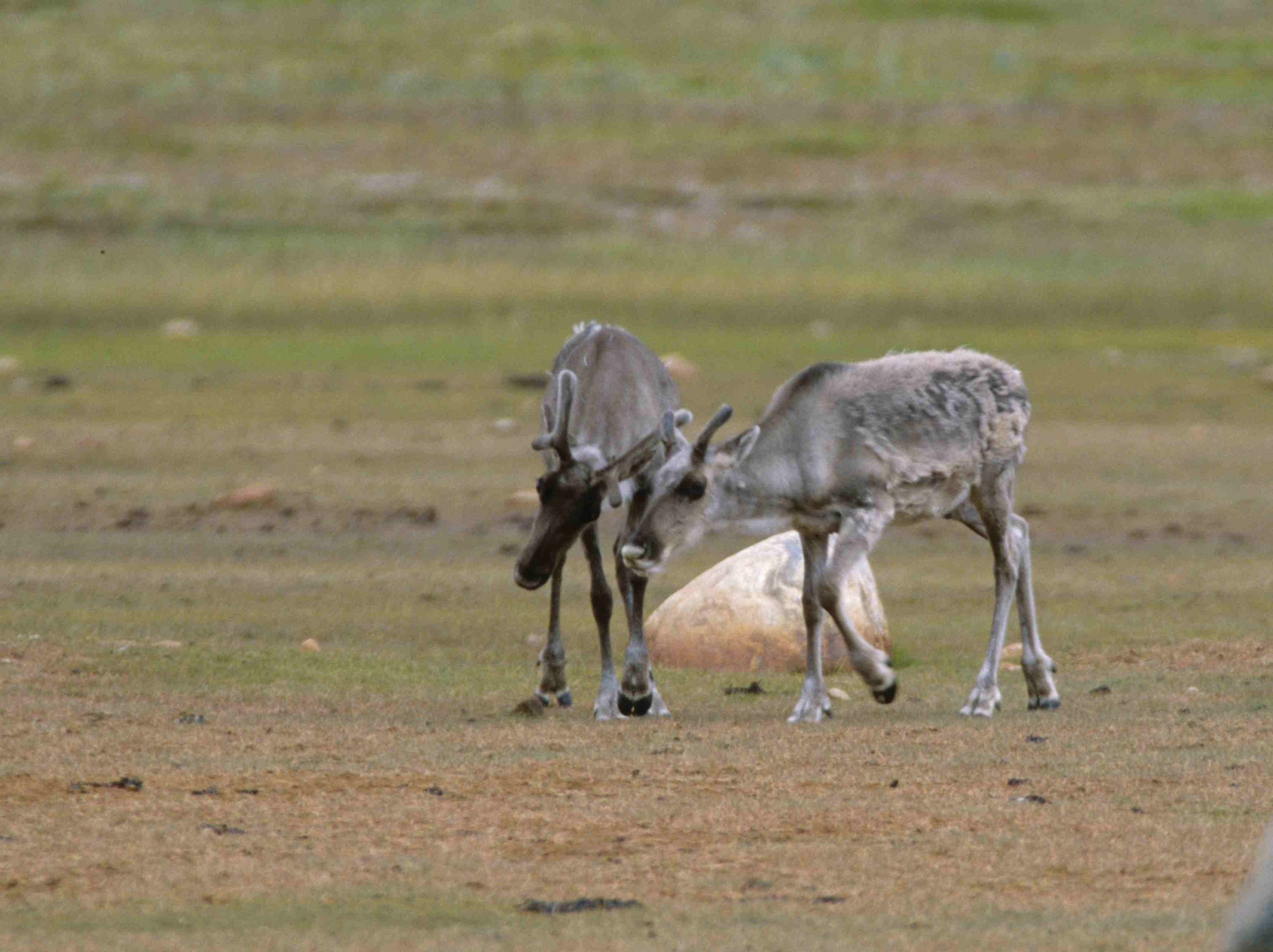
Zwei junge Karibus bei Ebbe an der Wager Bay

Säugetiere sind nach bisherigen zoologischen Forschungsergebnissen durch 16 Arten vertreten. An der Südküste der Wager Bay befindet sich ein ausgedehntes Geburtshöhlengebiet von Eisbären, und deshalb lassen sich im Sommer auf Bootstouren Männchen und Mütter mit Jungen überall an den Küsten, auf den vielen Inseln oder im Wasser schwimmend von Nahem beobachten. Auf Wanderungen und selbst unmittelbar an der Sila Lodge begegnet man immer wieder Karibus und neugierigen Erdhörnchen (Ziesel). Die scheuen Lemminge sind seltener zu entdecken. Schwer erkennbar wegen ihres sommerlichen Tarnpelzes sind die verhältnismäßig häufig auftretenden Polarfüchse und Polarhasen; meist entdeckt man letztere durch ihre Fluchtbewegung. Mit viel Glück bekommt man gelegentlich auch einen arktischen Wolf, einen Moschusochsen, einen Schneehasen oder gar einen Vielfraß vor die Kameralinse. Meeressäuger sind in großer Zahl durch Ringelrobben und Bartrobben vertreten. Zuweilen verirrt sich auch ein Walross oder ein Seehund in die Wager Bay, und hin und wieder taucht ein Weißwal oder ein Narwal auf. Bei den Fischen wurde bislang nur über 4 Arten berichtet. Neben dem Wandersaibling, kommen Seeforellen, Seehasen und neunstachlige Stichlinge vor.
Vogelliebhaber können bis zu 40 Vogelarten beobachten. Zusammengefasst seien hier aufgeführt:
- Greifvögel: Steinadler, Gerfalken, Wanderfalken, Raufußbussarde;
- Wasservögel: Gewöhnliche Eiderenten und Prachteiderenten, Eisenten, Spießenten, Kanadagänse, Schneegänse, Ringelgänse, gewöhnliche Eistaucher, Gelbschnabel-Eistaucher, Seetaucher, Sterntaucher, Eismöwen, Elfenbeinmöwen, Falkenraubmöwen, Silbermöwen, Polarmöwen, Gryllteisten (Schwarzlummen), Küstenseeschwalben, Pfeifschwäne (Tundraschwäne);
- Sonstige Bodenbrüter: Sanderlinge, Bairdstrandläufer, Graubrust-Strandläufer, Sandstrandläufer, Weißbürzel-Strandläufer; Amerika-Sandregenpfeifer, Prärie-Goldregenpfeifer; Schneeammern, Spornammern; Kolkraben; Alpenschneehühner (Vogel des Territoriums Nunavut), Moorschneehühner; Kanadakraniche; Ohrenlerchen; Schneeeulen, Wasserpieper.

## Flora
Der Nationalpark stellt einerseits ein typisches felsenreiches Tundragebiet dar, andererseits gedeiht hier jedoch neben den üblichen Algen, Moosen und Flechten eine Flora von 25 höheren Pflanzenfamilien (ein- und zweikeimblättrige Pflanzen), die zwar eine nahe Verwandtschaft zur europäischen Alpenflora erkennen lässt, doch im direkten Vergleich nicht selten Unterschiede bei den einzelnen Arten aufweist. Zum Teil eng vergesellschaftet wurden im Nationalpark bislang folgende Familien und ihre Arten gefunden:
- Bärlappgewächse – Bärlapp
- Birkengewächse – Zwerg-Birke

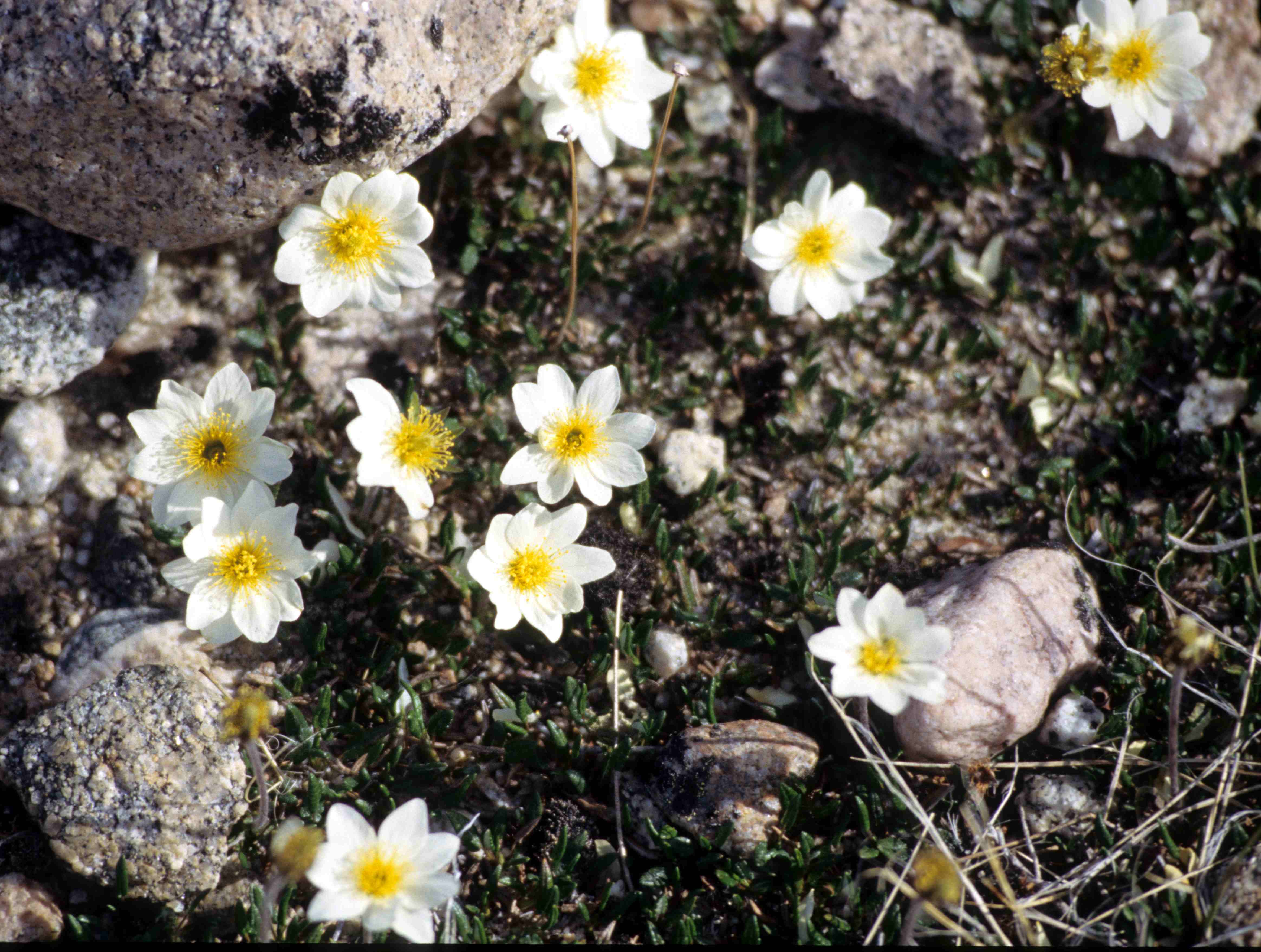
Silberwurz – „Blume der Nordwest-Territorien“

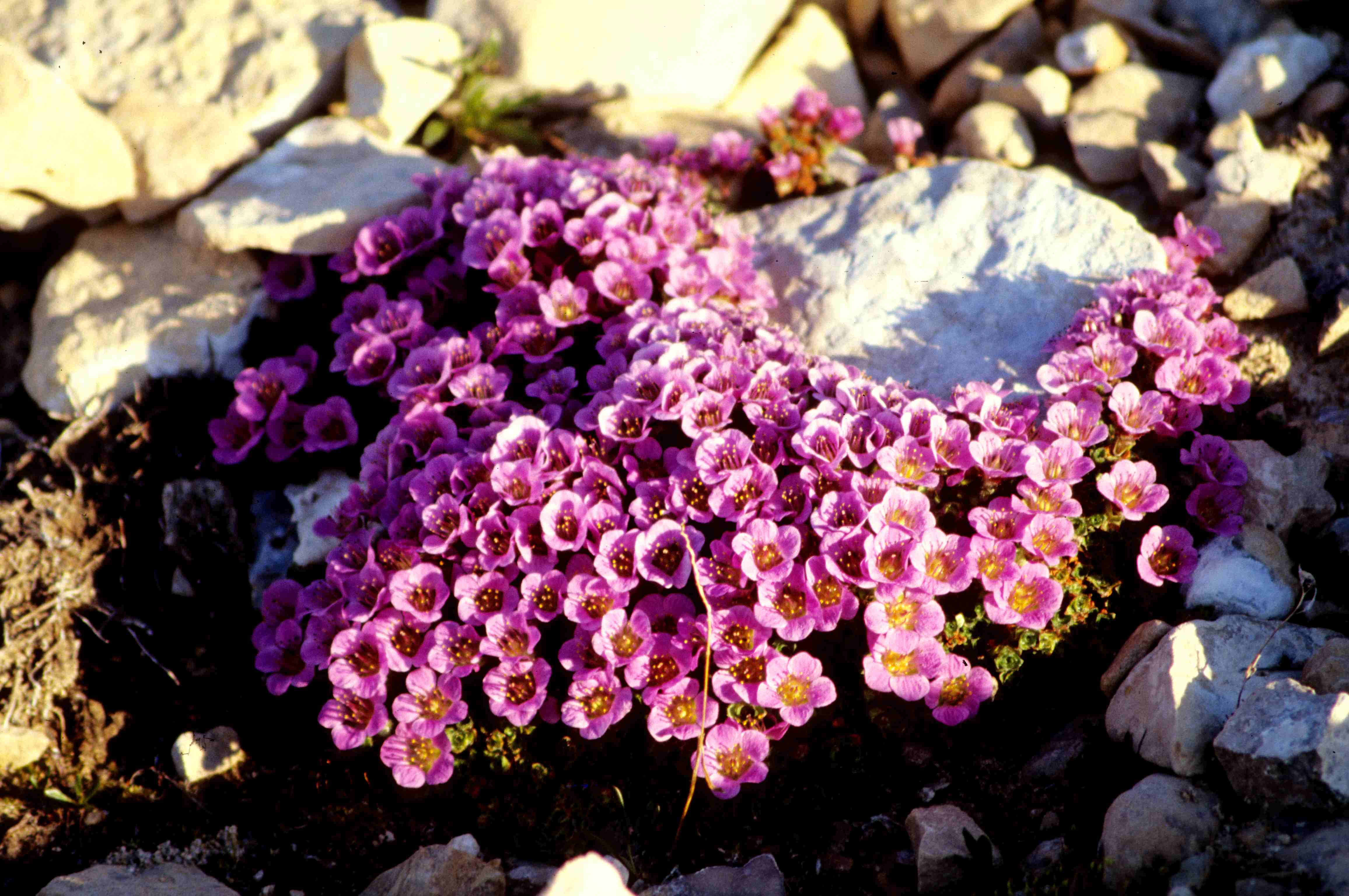
Purpur-Steinbrech – „Blume des Territoriums Nunavut“

- Bleiwurzgewächse – Strand-Grasnelke
- Farne – Wohlriechender Wurmfarn
- Germergewächse – Simsenlilie
- Glockenblumengewächse – Einblütige Glockenblume (s. Glockenblumen)
- Hahnenfußgewächse – Nördlicher Hahnenfuß, Zwerg-Hahnenfuß
- Heidekrautgewächse – Alpen-Bärentraube, Arktische Glockenheide, Diapensia lapponica, Schwarze Krähenbeere, Lappland-Alpenrose, Rauschbeere (Moorbeere), Porst, Preiselbeere, Rosmarinheide, Großblütiges Wintergrün
- Knöterichgewächse – Knöllchen-Knöterich, Alpen-Säuerling
- Korbblütler – Arktische Margerite, Arnika, Borealer Beifuß, Ufer-Kamille, Katzenpfötchen, Greiskraut, Löwenzahn (Taraxacum)
- Kreuzblütengewächse – Arktische Blasenschote
- Mohngewächse – Arktischer Mohn
- Nachtkerzengewächse – Arktisches Weidenröschen (Blume des Territoriums Yukon)
- Nelkengewächse – Hornkraut, Knotiges Mastkraut, Weiße Lichtnelke, Stängelloses Leimkraut (Polsternelke), Purpur-Nachtnelke, Sternmiere, Salzmiere
- Raublattgewächse – Meeresglöckchen
- Rosengewächse – Gänsefingerkraut, Moltebeere, Schnee-Fingerkraut, Weiße Silberwurz (Blume der Nordwest-Territorien)
- Sauergräser – Scheiden-Wollgras, Scheuchzers Wollgras, Seggen
- Schachtelhalme – Acker-Schachtelhalm
- Schmetterlingsblütler – Alpen-Süßklee, Alpen-Tragant, Arktischer Spitzkiel, Blauer Spitzkiel, Gelber Spitzkiel, Mackenzie-Süßklee
- Sommerwurzgewächse – Arktisches Läusekraut, Haariges Läusekraut, Labrador-Läusekraut, Lappland-Läusekraut, Sudeten-Läusekraut
- Steinbrechgewächse – Dreispitz-Steinbrech, Nickender Steinbrech (Knöllchen-Steinbrech), Milzkraut, Gegenblättriger Steinbrech (Blume des Territoriums Nunavut), Sumpf-Herzblatt
- Süßgräser – Ähren-Grannenhafer, Reitgras, Alpen-Rispengras, Strandroggen, Schwingel, Wildgerste
- Wasserschlauchgewächse – Fettkraut
- Wegerichgewächse – Tannenwedel
- Weidengewächse – Arktis-Weide, Flachblättrige Weide, Kraut-Weide, Kriechende Weide, Netz-Weide

## Tourismus
Normalerweise ist ein Besuch des Ukkusiksalik-Nationalparks nur während weniger Sommerwochen (von Anfang Juli bis Anfang des August) möglich. Zuvor ist die Wager Bay noch zu vereist, um mit dem Motorboot befahren zu werden, und danach gilt die Inuit-Aussage: „Im Sommer schaust du nach den Eisbären, doch danach schauen die Eisbären nach dir!“
Erreichbar ist der Park nur mit dem Charterflugzeug – gewöhnlich von der etwa 350 Kilometer entfernten Siedlung Baker Lake aus, die im Linienflug von Rankin Inlet her erreichbar ist (Auskünfte hierzu sind über die dortige „Baker Lake Lodge“ erhältlich). Man kann sich auch von Naujaat, wo Parks Canada ein Büro besitzt, mit dem Motorboot in die Wager Bay bringen lassen, doch ist dies ein von den Treibeisbedingungen abhängiger und zudem aufwendiger, deshalb eher für Forschungs- oder TV-Kamerateams angezeigter Weg.

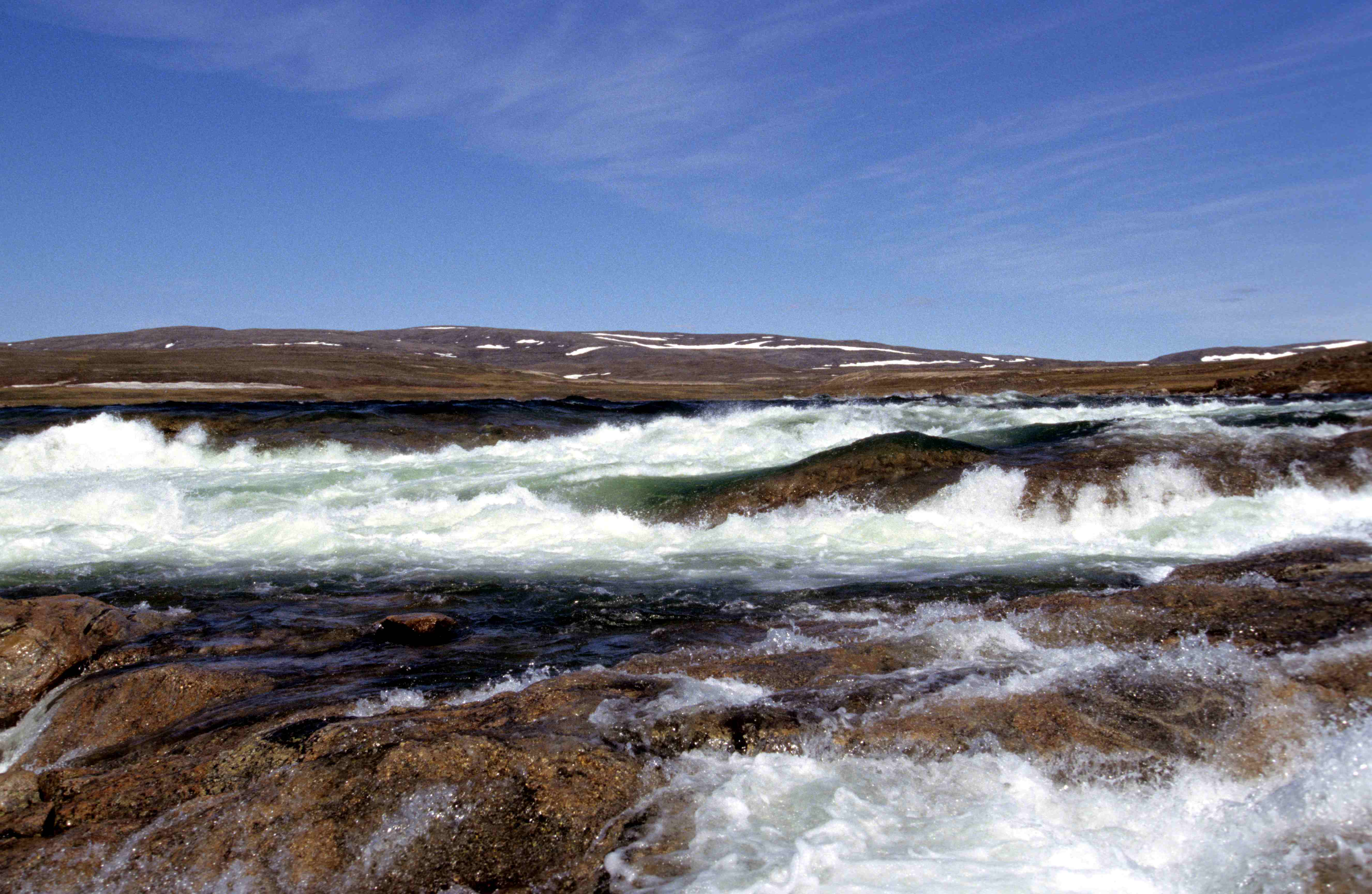
„Zweiter Wasserfall“ des Sila River

Als Aufenthaltsort und Ausgangspunkt für das Gebiet des Parks diente bis 2002 die Sila Lodge; auf einem Esker nahe der Lodge befindet sich eine Landebahn für kleinere Charterflugzeuge, wie etwa die Twin Otter (De Havilland Canada DHC-6). Von der Sila Lodge aus wurden geführte Touren angeboten, so z. B. mit dem Boot über die Wager Bay zu deren Inseln und durch die „reversing falls“ zum Ford Lake mit dem verlassenen Handelsposten der Hudson’s Bay Company oder zu Fuß in die Umgegend.
Rund um die Wager Bay findet man beeindruckende Zeugnisse früherer Besiedlung wie Zeltringe, Qarmait (Erdsodenhütten) und Inuksuit sowie Relikte der Hudson’s Bay Company und der römisch-katholischen Missionare.

### Wanderrouten

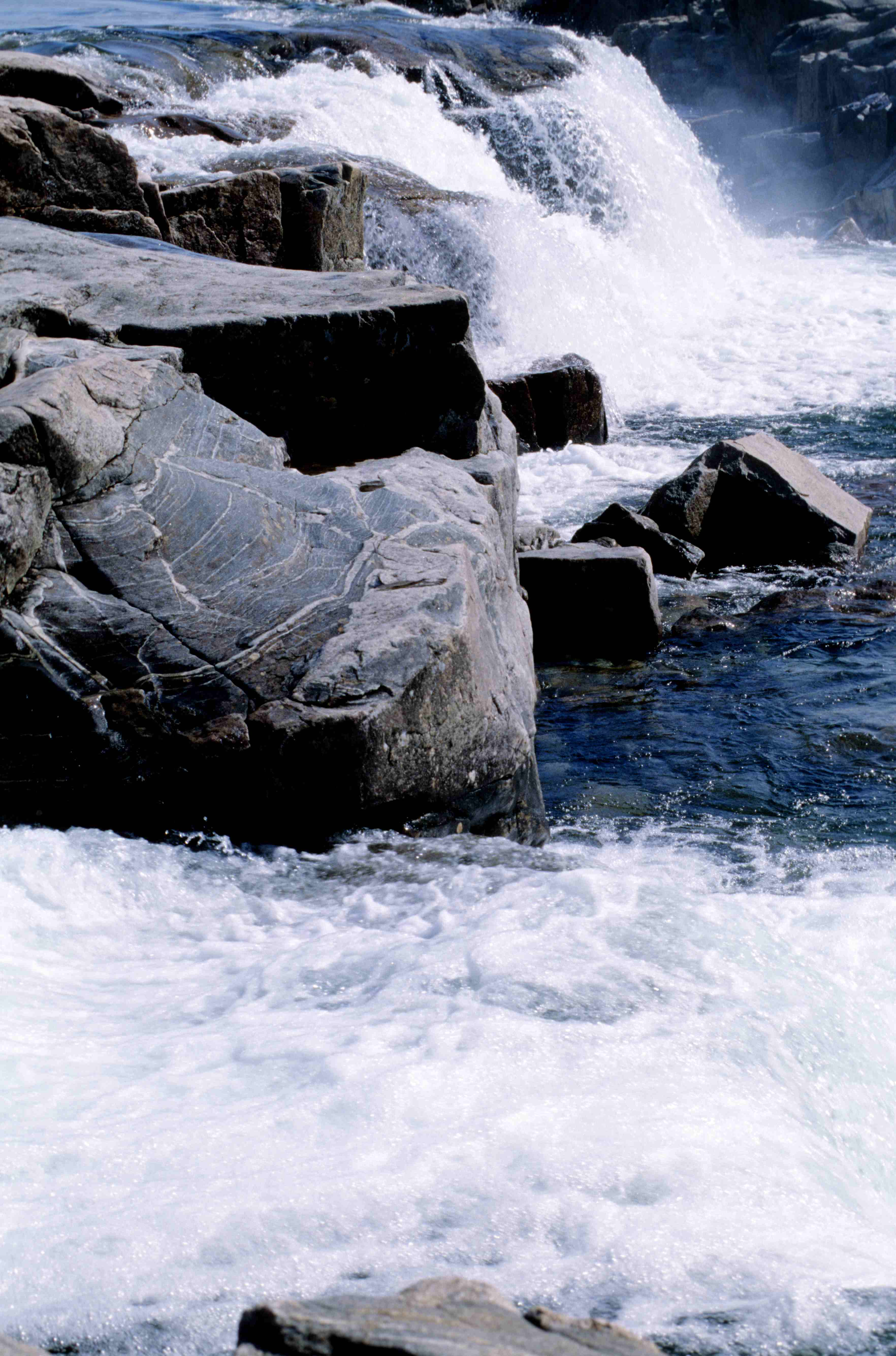
„Vierter Wasserfall“ des Sila River – das glatt geschliffene Felsgestein ist ein charakteristisches Beispiel für die geologische Formation „Kanadischer Schild“

Im Hinterland der Wager Bay kann man Flusstäler wie das des Sila River mit großartigen Wasserfällen und auch Seen erwandern. Einige Wanderwege hierzu:
- Zum ersten (untersten) Wasserfall des Sila River – Gesamtroute: 4 Kilometer | Wanderzeit: 1 Stunde | Gesamtzeit der Tour: 1,5 Stunden | Höhendifferenz: 40 Meter | Höchste Erhebung: 40 Meter | Schwierigkeitsgrad: leicht
- Über die Tinittuktuq-Niederungen (Tinittuktuq Flats) – Gesamtroute: 6 Kilometer | Wanderzeit: 1,5 Stunden | Gesamtzeit der Tour: 5 Stunden | Höhendifferenz: 80 Meter | Höchste Erhebung: 30 Meter | Schwierigkeitsgrad: leicht
- Zum Schiffsentladeplatz (Ship’s Cove) – Gesamtroute: 10 Kilometer | Wanderzeit: 2,5 Stunden | Gesamtzeit der Tour: 4 Stunden | Höhendifferenz: 50 Meter | Höchste Erhebung: 30 Meter | Schwierigkeitsgrad: leicht bis mäßig
- Zum zweiten Wasserfall des Sila River – Gesamtroute: 8 Kilometer | Wanderzeit: 2,5 Stunden | Gesamtzeit der Tour: 5 Stunden | Höhendifferenz: 160 Meter | Höchste Erhebung: 110 Meter | Schwierigkeitsgrad: mäßig
- Zum dritten und zum vierten Wasserfall des Sila River und zur Falkenschlucht (Falcon Gorge) – Gesamtroute: 8 Kilometer | Wanderzeit: 2,5 Stunden | Gesamtzeit der Tour: 5 Stunden | Höhendifferenz: 160 Meter | Höchste Erhebung: 110 Meter | Schwierigkeitsgrad: mäßig bis schwierig
- Die Fischerroute (Fisherman’s Hike) – Gesamtroute: 10 Kilometer | Wanderzeit: 3 Stunden | Gesamtzeit der Tour: 5 Stunden | Höhendifferenz: 200 Meter | Höchste Erhebung: 150 Meter | Schwierigkeitsgrad: mäßig bis schwierig
- Zum Schmetterlingssee (Butterfly Lake) – Gesamtroute: 16 Kilometer | Wanderzeit: 5 Stunden | Gesamtzeit der Tour: 8 Stunden | Höhendifferenz: 400 Meter | Höchste Erhebung: 250 Meter | Schwierigkeitsgrad: sehr schwierig